# 송욱경
송욱경(1982년 10월 12일 ~ )는 대한민국의 배우이다.

## 학력
- 대진대학교 연극영화과

## 출연작

### 영화
- 《롱 리브 더 킹: 목포 영웅》 (2019년) - 목포경찰서 전 반장 역
- 《창궐》 (2018년) - 도총관 역
- 《흥부》 (2018년) - 조탁수 역
- 《남한산성》 (2017년) - 관원 역
- 《공조》 (2017년) - 역사검열원 역
- 《번개맨》 (2016년) - 잘난 마왕 역
- 《조선마술사》 (2015년) - 수색관군 1 역
- 《인간중독》 (2014년) - 상승회장교 5 역
- 《집으로 가는 길》 (2013년) - 주실장 부하 3 역
- 《마이 리틀 히어로》 (2013년) - 썬더맨 단원 악당남 역
- 《박수건달》 (2013년) - 조폭귀신 역
- 《가문의 영광 5 - 가문의 귀환》 (2012년) - 정종 수하 4 역

### 드라마
- 《타인은 지옥이다》 (2019년, OCN) - 차성렬 역
- 《수사반장 1958》 (2024년, MBC) - 변대식 역

### 뮤지컬
- 《락 뮤지컬 레미제라블 - 두 남자 이야기》
- 《사랑하니까》
- 《또봇 아빠의 노래》
- 《총각네 야채가게》
- 《인당수 사랑가》
- 《부용지애》
- 《투란도트》
- 《스켈리두》
- 《영웅을 기다리며》
- 《스페셜레터》
- 《내 마음의 풍금》
- 《뷰티풀 게임》
- 《오! 당신이 잠든 사이》
- 《맘마미아》
- 《마리아 마리아》
- 《렌트》
- 《블루사이공》